# Esferotèrides
Els esferotèrides (Sphaerotheriida) són un ordre de diplòpodes quilognats del superordre Oniscomorpha.
Habiten al sud d’Àfrica, Madagascar, el sud i el sud-est asiàtic, Austràlia i Nova Zelanda.
Igual que els glomèrides de l'hemisferi nord, els esferotèrides poden enrotllar-se en forma de bola quan se'ls molesta; quan s'enrotllen, la majoria assoleixen a una mida màxima d'una cirera, però alguns són molt més grans, com una pilota de golf, i certes espècies de Madagascar poden arribar fins i tot a la mida d’una taronja (un exemple de gigantisme insular). Quan s'enrotllen, els depredadors no són capaços de desplegar-los, ja que els marges de la segona i última placa dorsal s'adapten perfectament l'una i l'altra, creant una bola segellada. Algunes espècies de poden produir so. Aquest ordre de milpeus també és únic perquè algunes espècies africanes s'utilitzen amb finalitats medicinals.

## Taxonomia
L'ordre inclou unes 326 espècies en cinc famílies:
- Família Arthrosphaeridae
- Família Cyliosomatidae
- Família Procyliosomatidae
- Família Sphaerotheriidae
- Família Zephroniidae